# Frank Wells
Pour les articles homonymes, voir Wells.
Frank Wells, né le 4 mars 1932 à Coronado (Californie) et mort le 3 avril 1994 à Lamoille (Nevada), a été président et directeur des opérations (Chief Operating Officer, ou COO, en anglais) de la Walt Disney Company de 1984 à sa mort.

## Biographie
En 1968, il rejoint un cabinet d'affaires et y rencontre Stanley Gold. À partir de 1969, il occupe le rôle de vice-président de Warner Bros., puis président en 1973, et comme vice-PDG (président directeur général) à partir de 1977. Son portefeuille de clients est alors transféré à Gold, dont Peter H. Dailey, beau-frère de Roy Edward Disney. Wells travaille pour Warner Bros. jusqu'en 1982. 
En 1984, Disney est au cœur d'une guerre financière. Roy E. Disney et Stanley Gold, membres du conseil d'administration, souhaitent renouveler la direction du groupe et se séparer du PDG actuel, Ronald William Miller, gendre de Walt Disney. À la suite d'une bataille entre actionnaires, Miller est alors remplacé par Michael Eisner, nommé président-directeur général, et par Frank Wells, nommé Président-directeur exécutif, le 23 septembre 1984,.
Wells était un passionné d'escalade. Il fut près de réaliser son rêve, escalader les plus hautes montagnes de chaque continent, six sont à son palmarès. Seul le mont Everest lui passa sous le nez, un mauvais temps força son équipe à redescendre la veille d'atteindre le sommet. Il coécrivit un livre sur cette quête avec Dick Bass et Rick Ridgeway (en) : Seven Summits: The Quest to Reach the Highest Point on Every Continent.
L'attraction Matterhorn Bobsleds de Disneyland à Anaheim, offre à Wells un sincère hommage posthume avec l'installation en 1995 de boîtes d'expédition à skis gravées au nom de Wells Expedition.
Wells est mort lors d'un accident d'hélicoptère pendant le retour d'un voyage pour le ski dans la chaîne Ruby du Nevada avec la grimpeuse Beverly Johnson.

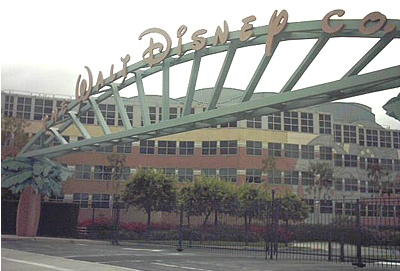
Le Frank Wells Building depuis l'entrée sur Alameda Avenue.

Après la mort de Wells, le nouvel édifice construit en 1997 à l'entrée des studios Disney en lieu et place du Zorro backlot où ont été tournées des scènes de la série Zorro a été baptisé Frank Wells Building. Il comporte une fresque représentant une bobine de film que la bande traverse de part en part.

## Filmographie
Frank Wells semble avoir écrit les histoires de plusieurs courts métrages ou films télévisés avant de devenir président de la Warner Bros.
Quelques scénarios :
- 1968 : Escape from the Sea
- 1964 : Seventy Deadly Pills
- 1964 : Go Kart Go
- 1964 : Daylight Robbery
- 1963 : The Rescue Squad
- 1963 : The Flood
- 1962 : The Piper's Tune de Muriel Box
- 1961 : The Missing Note